# Le Plein de super (album)
Pour les articles homonymes, voir Le Plein de super.
Albums de Renaud
Molly Malone – Balade irlandaise
(2009) Renaud
(2016)
Le Plein de super est une compilation de Renaud en format triple CD, sortie en 2010. 
Elle contient deux titres inédits, issus de la période Renaud chante Brassens, J'ai rendez-vous avec vous et Putain de toi. La version deluxe contient en bonus le jeu de l'oie Place de ma mob.

## Liste des titres

### CD 1
1. Société tu m'auras pas
2. Hexagone
3. Laisse Béton
4. La Chanson du Loubard
5. Je suis une bande de jeunes
6. Les Charognards
7. Ma Gonzesse
8. Chanson pour Pierrot
9. Marche à l'ombre
10. Dans mon HLM
11. La Teigne
12. Baston !
13. Banlieue Rouge
14. Manu
15. La Blanche
16. Dès que le vent soufflera
17. Deuxième Génération
18. Morgane de toi
19. En cloque

### CD 2
1. Déserteur
2. Miss Maggie
3. La Pêche à la ligne
4. Mistral gagnant
5. Morts les enfants
6. P'tite Conne
7. Fatigué
8. La Mère à Titi
9. Allongés sous les vagues
10. Putain de camion
11. Marchand de Cailloux
12. La Ballade nord-irlandaise
13. 500 Connards sur la ligne de départ
14. Tout in haut de ch'terril
15. Méneu d'quévaux
16. Dù qu'i sont
17. La Ballade de Willy Brouillard
18. C'est quand qu'on va où ?
19. Le Sirop de la rue

### CD 3
1. Son Bleu
2. Mon Amoureux
3. La Médaille
4. Je suis un voyou
5. Le Mauvais Sujet Repenti
6. J'ai rendez-vous avec vous (inédit)
7. L'orage
8. P… de toi (inédit)
9. Docteur Renaud, Mister Renard
10. Cœur perdu
11. Manhattan-Kaboul
12. Elle a vu le loup
13. Mon bistrot préféré
14. Les Bobos
15. Dans la jungle
16. RS et RS
17. Rouge Sang
18. Elsa
19. Vagabonds
20. Adieu à Rhondda
21. Incendie